# 13991 Кенфіліпс
13991 Кенфіліпс (13991 Kenphillips) — астероїд головного поясу, відкритий 17 березня 1993 року.
Тіссеранів параметр щодо Юпітера — 3,497.